# 스웨덴 왕립도서관

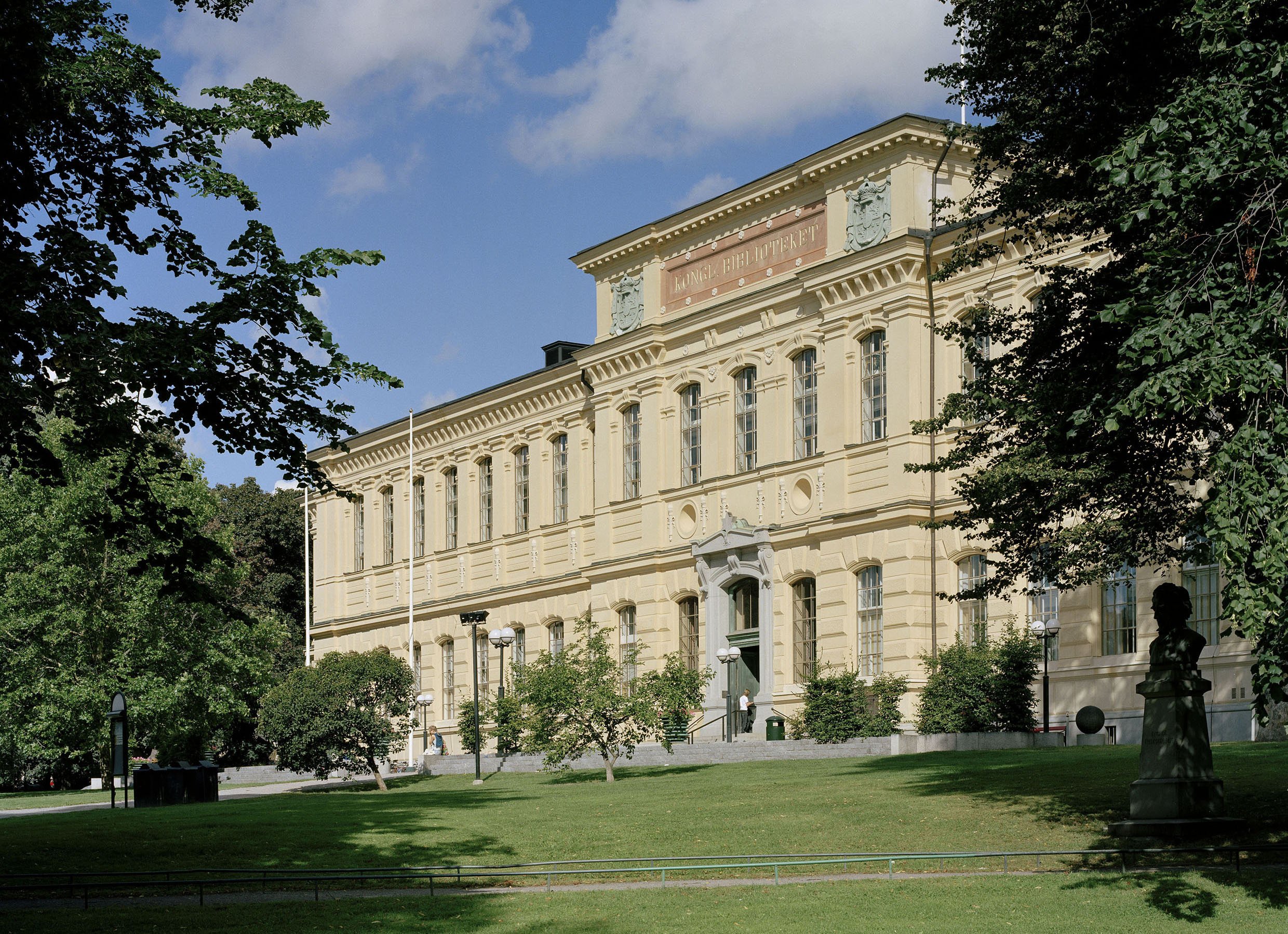
스웨덴 왕립도서관

스웨덴 왕립도서관(스웨덴어: Kungliga biblioteket)은 스웨덴 스톡홀름에 위치한 국립 도서관이다.